# Sant Guillem de Combret
Sant Guillem de Combret (abans Santa Magdalena i Sant Guillem; Saint-Guilhem de Combret en francès) és una ermita romànica del terme de l'actual comuna del Tec, a la comarca del Vallespir, de la Catalunya del Nord.
És al sector mitjà de la vall de la Comalada, al vessant sud del massís del Canigó, a 1.324,1 metres d'altitud. Un dels contraforts occidentals del massís, el Pla Guillem, rebé el nom del santuari. És un lloc sovintejat per les rutes excursionistes del Massís del Canigó. Una de les que hi passa és l'anomenat Tour del Canigó.

## Història
És una construcció romànica, del segle xi. El 1195, l'església de Santa Magdalena i Sant Guillem (nom que rebia aleshores) fou donada pel bisbe d'Elna Guillem de Ceret a l'abadia de Santa Maria d'Arles. En aquell moment era sufragània de Santa Justa i Santa Rufina de Prats de Molló. El 1329 l'església és esmentada com a pertanyent al vilar de Sant Guillem, i torna a ser esmentada amb la doble advocació, de Combereto.

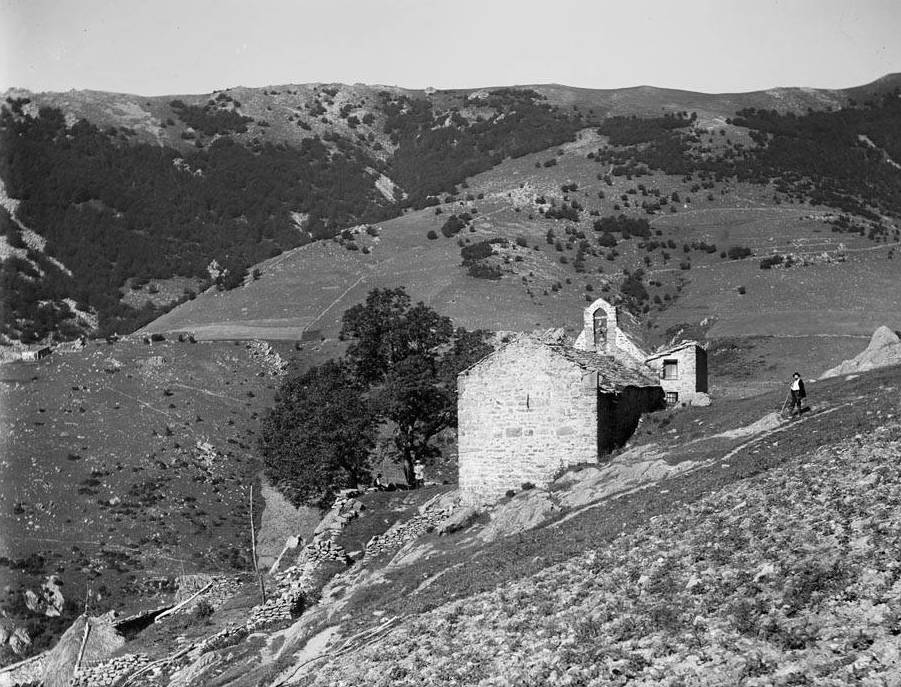
L'ermita entre 1900 i 1914

## Característiques
És una església de nau única, d'absis quadrat lleugerament més ample que fondo, i amb campanar d'espadanya. És coberta amb una volta de canó molt apuntada. S'hi conserva l'altar primitiu, format per una ara d'una sola peça de granit i una base de maçoneria amb forma de prisma. La façana meridional té dues finestres d'una sola esqueixada, i la porta d'accés al temple, que té llinda però no arc de descàrrega. Dues altres finestres d'una sola esqueixada es troben una al frontis de ponent, i l'altra a l'absis. El campanar d'espadanya és més tardà que la resta de l'església.
L'interior de la nau és en part arrebossat amb morter de calç, morter que també es repeteix a la resta del temple. És una obra del segle x, amb reformes del xii, en la qual es construí la volta.

## Mobiliari
Algunes de les peces del seu mobiliari han estat inventariades pel govern francès: un retaule  necessitat de restauració; un plat de llautó  del segle xvi, d'origen germànic; una campana de ferro forjat dels segles XI o XII, i un calze i una patena  de finals del XV o començaments del XVI i una creu processional del segle xiii que avui dia forma part d'una col·lecció particular. Va ser declarada monument històric de França el 2009. S'hi fa festa el 22 de juliol, per santa Magdalena, amb presència de fidels del Tec i de Prats de Molló.

### ElLiber misticus
A la Biblioteca Nacional de París es conserva el manuscrit de finals del segle xi Liber misticus procedent d'aquesta ermita. En pergamí, consta de 61 folis i té un format de 21 x 15 cm. Conté el Missal i el Breviari anotats, el Ritual i el Missal dels Difunts, si bé amb mutilacions.
Així mateix, a la Mediateca de Perpinyà es conserva un missal (Manuscrit núm. 4) trobat dins d'una arca de l'església al segle xix, amb una interessant miniatura polícroma de la crucifixió.

## Llegenda de sant Guillem
Segons la tradició, l'església fou bastida personalment per sant Guillem de Combret; també donà la campana de ferro forjat, datada pels experts al segle xi o XII. Diu la llegenda  que Guillem, un ermità que vivia a la vall de Combret en el segle vii, demanà als miners de Montferrer el ferro per fer una campana per a l'ermita. Aquests, per rifar-se'l, n'hi haurien ofert tot el que pogués agafar amb les mans; el sant les hauria submergides al gresol i n'hauria extret matèria fosa més que suficient per fer la campana. Segons W. Strabon, l'acabat irregular de la campana es justificaria per la tècnica d'elaboració de ferro de forja (vasa productilia, campanae ferrae) en comptes de la més comuna, fosa en bronze (vasa fusilia, campanae aereae).